# Богданов, Константин Николаевич
Константин Николаевич Богда́нов (1905—1958) — советский конструктор вооружений, специалист в области ПУАЗО.

## Биография
Родился 6 (19) марта 1905 года в Санкт-Петербурге. В 1921—1923 годах работал слесарем. Окончил рабфак при Институте гражданских инженеров (1926) и ЛПИ (1930).
С 1930 года работал в КБ Ленинградского завода № 212, занимавшегося разработкой приборов управления стрельбой для военных кораблей. В 1933 году был переведён в КБ московского завода № 205, который занимался модернизацией сухопутной ПВО — ПУАЗО-1. Здесь, после ухода руководителя разработки Н. А. Бородачёва, был назначен главным конструктором и руководил разработками ПУАЗО-2, а затем ПУАЗО-3, за которую был награждён орденом Красной Звезды. В это время он по совместительству читал лекции в МВТУ, на вечернем отделении Артиллерийской академии и в Военно-воздушной академии.
В начале войны завод № 205 был эвакуирован в Саратов. В середине 1942 года вернулся в Москву, где на заводе № 192 стал заниматься сопряжением ПУАЗО-3 с радиолокатором. С 1945 года работал в НИИ-20. Министр вооружения Д. Ф. Устинов предложил Богданову возглавить разработку ПУАЗО «Алмаз», аналога американского M-9. Затем Богданов занимался разработкой ПУАЗО-5, за которую был отмечен в 1951 году Сталинской премией второй степени.
В 1949 году он был назначен главным конструктором ПУАЗО-30 («Георгин») и визирной колонки ВК-30 для зенитного артиллерийского комплекса К-30 (Комплекс-30; главный конструктор М. Л. Слиозберг). В ПУАЗО-30 были введены новые режимы работы: инерционное сопровождение цели, учёт маневра скоростной цели, режим работы по установленной высоте. Для следующего радиолокационного комплекса «Просвет-К», группой Богданова были разработаны ПУАЗО-30К и ПУАЗО-52 для управления зенитными пушками КС-30 и КМ-52.
В 1953 году был предъявлен на государственные испытания, разработанный Богдановым в кратчайшие сроки, ПУАЗО-6 — войсковой прибор универсального назначения. Разработывавшийся под руководством Богданова ПУАЗО «Астра» не был окончен, поскольку начался переход войск ПВО к ракетным системам.
Умер 5 ноября 1958 года после тяжёлой продолжительной болезни. Похоронен на Введенском кладбище (уч. 21).

## Награды и премии
- Сталинская премия второй степени (1951) — за работу в области приборостроения
- орден Красной Звезды.